# Třináctka (Dr. House)

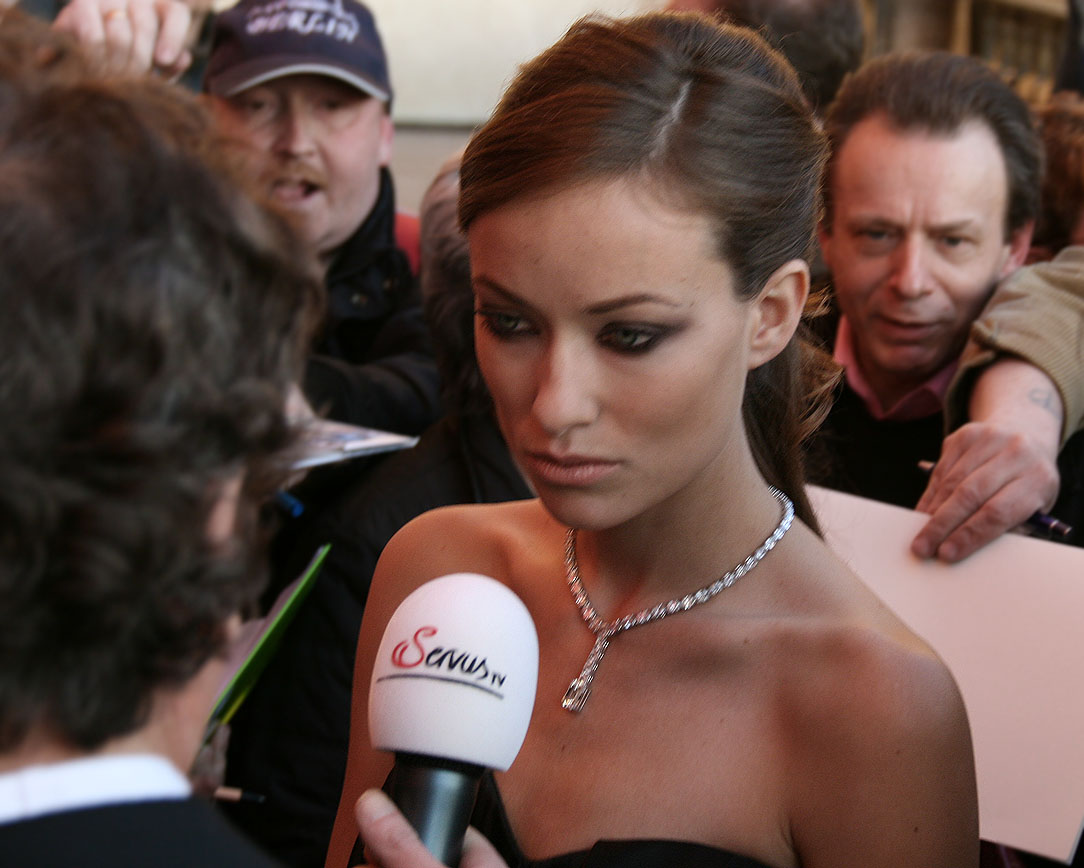
Představitelka Třináctky, Olivia Wilde

Remy Hadley (přezdívaná Dr. Housem Třináctka, jednou si přidělila fiktivní prostřední jméno Beauregard) je fiktivní postava z amerického seriálu z produkce televizní stanice Fox Dr. House. Postavu doktorky Hadleyové (dále jen Třináctka) ztvárňuje americká herečka Olivia Wildeová. Je jednou z členů nového diagnostického týmu Dr. House poté, co se jeho starý tým tvořený Dr. Foremanem, Dr. Cameronovou a Dr. Chasem rozpadl v závěru třetí série seriálu. Přezdívka postavy je odvozena od čísla, které obdržela při konkurzu na nový Houseův tým v epizodě ze čtvrté série s názvem The Right Stuff (Správná věc).

## Povahový popis
Třináctka se od počátku jeví jako záhadná postava, která o sobě neříká nic víc než osobní údaje nezbytné pro práci. Její příjmení se například dozvídáme až na konci čtvrté série seriálu v epizodě House’s Head (Houseova hlava a Wilsonovo srdce). Dozvídáme se však zajímavé věci o jejím osobním životě – v epizodě čtvrté série jménem You Don’t Want to Know (česky Kdo to ví, nepoví) Třináctka Houseovi prozradí, že její matka zemřela na Huntingtonovu chorobu, kterou ona sama, jak zjistí z genových testů, bude brzy trpět kvůli genové zátěži od své matky. Tu nenávidí za to, že měla děti, i když věděla o genetickém potenciálu nemoci. Také se ukáže, že je bisexuální orientace. Tuto informaci potvrdí Foreman v epizodě Don’t Ever Change (česky Nikdo se nemění).